# Jean-Eudes Maurice
Pour les articles homonymes, voir Maurice.
Jean-Eudes Maurice, né le 21 juin 1986 à Alfortville (Val-de-Marne) est un footballeur franco-haïtien évoluant  pour la sélection haïtienne.

## Biographie

### Parcours en club
Formé à l'US Alfortville, il rejoint en 2005 l'UJA Alfortville en Senior.
Il se fait remarquer au cours de la saison 2005-2006 et l'attaquant tente sa chance en Ligue 2 à Bastia : « Logé au centre de formation, je m'entraînais avec l'effectif pro du club ». Cependant, Maurice  revient à l'UJA après cinq mois passés en Corse : « Tout se passait bien mais je n'ai jamais pu signer de contrat à cause d'un désaccord entre le club et l'intermédiaire qui m'avait recommandé ». Puis, il est remarqué par l'entraîneur de la réserve du Paris Saint-Germain, Bertrand Reuzeau, lors de la saison 2006-2007 en CFA2, en terminant meilleur buteur de son équipe, aidant ainsi l'UJA à accéder au CFA. Il est recruté par Bertrand Reuzeau en juin 2007 et devient professionnel en juillet 2008 sous l'impulsion de Paul Le Guen.
Pour sa première saison en tant que joueur professionnel, il apparaît deux fois dans l'équipe première en cours de match (en match amical et en Coupe de l'UEFA).
Le 23 septembre 2009, il inscrit son premier but sous les couleurs parisiennes lors du 16e de finale de la Coupe de la Ligue contre Boulogne sur Mer (victoire 1-0). Il fait sa première apparition en Ligue 1 face à l'Olympique de Marseille le 20 novembre 2009 à la 79e minute en remplacement de Clément Chantôme. Il inscrit son premier but en Ligue 1 face à Boulogne à la 86e minute le 2 décembre 2009 lors de la victoire du PSG 5-2 alors qu'il était entré en jeu à la 80e minute en remplacement de Mevlüt Erding.
Le 29 août 2011, il est prêté par le PSG au RC Lens, club évoluant en Ligue 2. Le 6 mars 2012, lors de la 23e journée du championnat de France de L2 et le derby à Boulogne (match en retard), il marque son premier but sous les couleurs sang et or d'une frappe puissante en pleine lucarne (victoire lensoise 2-0).
Fin août 2012, il est prêté pour une saison au Mans.
En octobre 2014, il rejoint le club indien Chennaiyin FC. Puis, le 4 février 2015, il rejoint le Nea Salamina Famagouste
Le 29 mai 2015, après une demi-saison passée au Nea Salamina Famagouste, il rejoint l'Ermís Aradíppou pour deux ans.
Le 5 février 2016, il rejoint le club vietnamien de Hà Nội FC.
Le 5 mars 2018, il s'engage au FK Aktobe.

### Parcours en sélection
Il débute avec la sélection nationale haïtienne en senior à l'occasion des tours préliminaires au mondial 2014 le 2 septembre 2011 face aux Îles Vierges US. Il s'agit du premier match officiel de la sélection en Haïti depuis le séisme de janvier 2010. Il inscrit à cette occasion son premier but international.
Il s'est illustré lors de la Gold Cup 2013 aux États-Unis en marquant un doublé lors de la victoire 2-0 sur Trinité-et-Tobago.

## Palmarès
Paris Saint-Germain
- Vainqueur de la Coupe de France en 2010
- Vice-champion de France en 2012

## Statistiques
| Saison                | Club                    | Championnat           | Championnat | Championnat | Coupe nationale | Coupe nationale | Coupe de la Ligue | Coupe de la Ligue | Compétition(s) continentale(s) | Compétition(s) continentale(s) | Compétition(s) continentale(s) | Haïti | Haïti | Total | Total |
| Saison                | Club                    | Division              | M.          | B.          | M.              | B.              | M.                | B.                | Comp.                          | M.                             | B.                             | M.    | B.    | M.    | B.    |
| 2008-2009             | Paris Saint-Germain     | Ligue 1               | -           | -           | -               | -               | -                 | -                 | C3                             | 1                              | 0                              | -     | -     | 1     | 0     |
| 2009-2010             | Paris Saint-Germain     | Ligue 1               | 23          | 1           | 3               | 1               | 2                 | 1                 | -                              | -                              | -                              | -     | -     | 28    | 3     |
| 2010-2011             | Paris Saint-Germain     | Ligue 1               | 10          | 0           | 2               | 0               | 1                 | 0                 | C3                             | 8                              | 0                              | -     | -     | 21    | 0     |
| 2011-2012             | Paris Saint-Germain     | Ligue 1               | 1           | 0           | -               | -               | -                 | -                 | C3                             | 2                              | 0                              | -     | -     | 3     | 0     |
| 2011-2012             | RC Lens (prêt)          | Ligue 2               | 19          | 1           | -               | -               | 1                 | 0                 | -                              | -                              | -                              | 6     | 5     | 26    | 6     |
| 2012-2013             | Le Mans FC (prêt)       | Ligue 2               | 8           | 0           | 1               | 0               | -                 | -                 | -                              | -                              | -                              | 6     | 3     | 15    | 3     |
| 2013-2014             | Paris Saint-Germain CFA | 4e échelon            | 4           | 0           | -               | -               | -                 | -                 | -                              | -                              | -                              | 5     | 2     | 9     | 2     |
| 2014                  | Chennaiyin FC           | Indian Super League   | 7+1         | 1+0         | -               | -               | -                 | -                 | -                              | -                              | -                              | -     | -     | 8     | 1     |
| 2014-2015             | Nea Salamina Famagouste | Marfin Laiki League   | 5           | 1           | -               | -               | -                 | -                 | -                              | -                              | -                              | 1     | 0     | 6     | 1     |
| 2015-2016             | Ermís Aradíppou         | Marfin Laiki League   | -           | -           | -               | -               | -                 | -                 | -                              | -                              | -                              | 7     | 2     | 7     | 2     |
| 2016                  | Sài Gòn FC              | V-League              | 7           | 2           | -               | -               | -                 | -                 | -                              | -                              | -                              | 5     | 0     | 12    | 2     |
| Total sur la carrière | Total sur la carrière   | Total sur la carrière | 81          | 6           | 6               | 1               | 4                 | 1                 | -                              | 11                             | 0                              | 30    | 12    | 132   | 20    |

### Buts internationaux
|         | Date              | Lieu                                                              | Adversaire                  | Score | Résultat | Compétition                 |
| ------- | ----------------- | ----------------------------------------------------------------- | --------------------------- | ----- | -------- | --------------------------- |
| 1.      | 2 septembre 2011  | Stade Sylvio Cator, Port-au-Prince, Haïti                         | Îles Vierges des États-Unis | 2-0   | 6-0      | Qualif. Coupe du monde 2014 |
| 2.      | 7 octobre 2011    | Paul E. Joseph Stadium, Frederiksted, Îles Vierges des États-Unis | Îles Vierges des États-Unis | 0-1   | 0-7      | Qualif. Coupe du monde 2014 |
| 3.      | 7 octobre 2011    | Paul E. Joseph Stadium, Frederiksted, Îles Vierges des États-Unis | Îles Vierges des États-Unis | 0-5   | 0-7      | Qualif. Coupe du monde 2014 |
| 4. s.p. | 7 octobre 2011    | Paul E. Joseph Stadium, Frederiksted, Îles Vierges des États-Unis | Îles Vierges des États-Unis | 0-7   | 0-7      | Qualif. Coupe du monde 2014 |
| 5. s.p. | 11 octobre 2011   | Stade Sylvio Cator, Port-au-Prince, Haïti                         | Curaçao                     | 1-2   | 2-2      | Qualif. Coupe du monde 2014 |
| 6. s.p. | 7 septembre 2012  | Stade Sylvio Cator, Port-au-Prince, Haïti                         | Saint-Martin                | 7-0   | 7-0      | Coupe caribéenne 2012       |
| 7.      | 9 septembre 2012  | Stade Sylvio Cator, Port-au-Prince, Haïti                         | Bermudes                    | 2-1   | 3-1      | Coupe caribéenne 2012       |
| 8.      | 11 septembre 2012 | Stade Sylvio Cator, Port-au-Prince, Haïti                         | Porto Rico                  | 2-0   | 2-1      | Coupe caribéenne 2012       |
| 9.      | 12 juillet 2013   | Sun Life Stadium, Miami, États-Unis                               | Trinité-et-Tobago           | 0-1   | 0-2      | Gold Cup 2013               |
| 10.     | 12 juillet 2013   | Sun Life Stadium, Miami, États-Unis                               | Trinité-et-Tobago           | 0-2   | 0-2      | Gold Cup 2013               |
| 11.     | 4 septembre 2015  | Grenada National Stadium, Saint-Georges, Grenade                  | Grenade                     | 0-1   | 1-3      | Qualif. Coupe du monde 2018 |
| 12.     | 9 octobre 2015    | BBVA Compass Stadium, Houston, États-Unis                         | Salvador                    | 0-3   | 1-3      | Match amical                |